# Мьёндален (футбольный клуб)
«Мьёндален» — норвежский футбольный клуб из одноимённого города, выступающий в ОБОС-лиге, втором по силе дивизионе Норвегии. Последний раз в высшем дивизионе Чемпионата Норвегии выступал в 2021 году. Основан 22 августа 1910 года, домашние матчи проводит на стадионе «Недре Эйкер», вмещающем 10 000 зрителей. Дважды (в 1928 и 1930 годах) выигрывал сильнейшую лигу страны — лигу Эстланда. Кроме футбольной в клубе «Мьёндален» есть команда по бенди, одна из сильнейших в Норвегии.

## Достижения
- Кубок Норвегии:
  - Обладатель (3): 1933, 1934, 1937.
  - Финалист (5): 1924, 1931, 1936, 1938, 1968.

## Выступления в еврокубках
| Сезон   | Турнир       | Раунд |               | Клуб         | Счёт     |
| ------- | ------------ | ----- | ------------- | ------------ | -------- |
| 1969-70 | Кубок кубков | 1R    | Флаг Уэльса   | Кардифф Сити | 1-7, 1-5 |
| 1977-78 | Кубок УЕФА   | 1R    | Флаг Германии | Бавария      | 0-4, 0-8 |
| 1987-88 | Кубок УЕФА   | 1R    | Флаг Германии | Вердер       | 0-5, 1-0 |

- 1R - первый раунд.